# Koscielec 1909
Kościelec 1909 is een symfonisch gedicht en tegelijk een soort requiem gecomponeerd door de Pool Wojciech Kilar.
Kościelec verwijst naar de berg Mały Kościelec, onderdeel van het Tatra in Podhale in Polen. 1909 staat voor het rampjaar voor wat betreft klassieke muziek in Polen. De dan als talent geldende Mieczysław Karłowicz (dan 33 jaar) komt op 8 februari van dat jaar tijdens een bergwandeling door een sneeuwlawine om het leven.
Het symfonisch gedicht geeft het leven van de componist weer, waarbij het begint in de lage strijkinstrumenten zoals cello en contrabas. Het totale werk bestaat uit een aantal secties die achter elkaar zonder oponthoud wordt gespeeld. Opvallend zijn de stemmingswisselingen die in het werk opgenomen zijn; een donkere episode wordt afgewisseld door een haast jubelende fanfare; zonder meer een weergave van het bereiken van de bergtop na een lange en vermoeiende beklimming (Karłowicz was en Kilar is een fervent bergwandelaar). De finale is een enorm crescendo, die onverwacht opstijgt uit het orkest. Na een fortississimo is het stil.

## Bron en discografie
- Uitgave Jade (onderdeel van Warner Bros); Pools Radio- en Televisieorkest Katowice o.l.v. Antoni Wit opname 1995;
- Uitgave Naxos; Filharmonisch Orkest van Warschau o.l.v. A. Wit; opname 1994

## Opmerking
Op de gedenksteen zijn swastika-tekens te zien; dit was toentertijd een populair teken onder de bevolking van Podhale en heeft niets te maken met het symbool wat het later werd.